# Consejo Nacional de la Revolución Argelina
El Consejo Nacional de la Revolución Argelina (CNRA) , fue el órgano supremo del FLN (Frente de Liberación Nacional) durante la guerra de independencia de Argelia y el encargado de nombrar al Comité de Coordinación y Ejecución (CCE) formado por cinco miembros que serán los que dirigirán el Frente.  

## Creación
El CNRA se crea en 1956 en el primer congreso del FLN celebrado en valle de Soummam, al este de Argel en la región del Kabilia. El Congreso de Soummam fue organizado por Belqacem Krim, Larbi Mhidi y Aban Ramdan; todos miembros de la parte del FLN que operaba en el interior de Argelia. El FLN estaba formado por tres grupos de militantes, dos de ellos operaban en el interior y el tercero en el exterior. El grupo del interior se encargaba de la dirección militar del movimiento mientras que el grupo del exterior operaba desde El Cairo y se ocupaba de la dirección política.
El CNRA es «el órgano supremo de la revolución argelina [...], guía de la guerra de Independencia de Argelia, titular de la soberanía del pueblo argelino y, como tal, el órgano político provisional constituyente y dirigente del FLN» y que «decide en materia de alto el fuego por mayoría de cuatro quintos de los miembros presentes o representados»

## Reuniones
Agosto de 1957

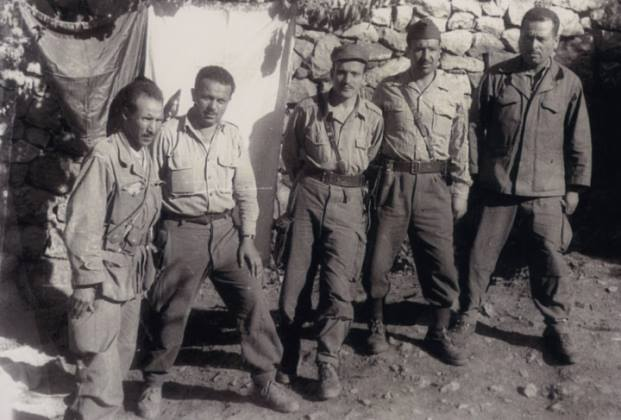
Congreso de Soummam (1956)

Se celebró en El Cairo el 27 de agosto de 1957 con el objetivo de aprobar el informe sobre las actividades del CCE. Durante esta reunión el CNRA decretó la ampliación del Comité de 34 a 54 miembros y eliminó la distinción entre miembros permanentes y suplentes. El CNRA promulga la ampliación del CEE de cinco a nueve miembros. Se aprueba una nueva resolución que estipula que todos los militantes en la lucha de liberación nacional son iguales, eliminando así la primacía de lo político sobre lo militar y de lo interior sobre lo exterior.  De esta forma los tres grupos que formaban el FLN quedan al mismo nivel.
Agosto de 1961
El CNRA se reunió en Trípoli del 9 al 27 de agosto de 1961 para dialogar sobre la posibilidad de iniciar las negociaciones con el gobierno francés. En esta reunión se votó sustituir a Ferhat Abbas como presidente de la GPRA ( Gobierno Provisional de la República Argelina) y se nombró a Benyoucef Benkedda como su sucesor. En 1957 el CEE se convierte en el GPRA, pero la CNRA siguió actuando como una asamblea unicameral y siguió al frente del FLN.
Febrero de 1962
El CNRA se reunió en Trípoli del 11 al 18 de febrero de 1962 para la presentación por parte del GPRA de un informe sobre el acuerdo preliminar de Rousses. El CNRA lo aprobó por unanimidad y dio el visto bueno para que continuasen las negociaciones que más tarde daría lugar a los Acuerdos de Evian.
Junio de 1962
La CNRA se reunió en Trípoli para aprobar por unanimidad los Acuerdos de Evian. Una vez fueron aprobados durante la sesión se intenta elegir un buró político, pero la sesión fue suspendida. Esa  fue la última vez que la CNRA se reunió, ya que tras conseguir la independencia se formó una Asamblea Constituyente y se proclamó la República Argelina. 

## Miembros
El CNRA estaba formado por 17 miembros permanentes y 17 suplentes. A partir de la reunión de 1957 se acuerda que el número de miembros aumente hasta 54 y se elimina la distinción entre miembros permanentes y suplentes. 
| Miembros permanentes     | Suplentes                       |
| ------------------------ | ------------------------------- |
| Abane Ramdane            | Mohamed Seddik Ben Yahia        |
| Mostefa Ben Boulaïd      | Omar Boudaoud                   |
| Aïssat Idir              | Ali Kafi                        |
| Mohamed Boudiaf          | Saïd Mohammedi                  |
| Hocine Aït Ahmed         | Saad Dahlab                     |
| Krim Belkacem            | Lakhdar Bentobal                |
| Benyoucef Benkhedda      | Bachir Chihani                  |
| Ahmed Ben Bella          | Slimane Oujlis                  |
| Larbi Ben M'hidi         | Abdelhafid Boussouf             |
| Rabah Bitat              | Ali Mellah (Si-Cherif)          |
| Mohamed Lamine Debaghine | Mohamed El-Yajouri              |
| M'Hamed Yazid            | Ahmed Francis                   |
| Mohamed Khider           | Brahim Mezhoudi                 |
| Ferhat Abbas             | Abdelhamid Mehri                |
| Zighout Youssef          | Abdelmalek Temmam               |
| Amar Ouamrane            | Ali Haroun                      |
| Tewfik El Madani         | Tayeb Thaâlibi (alias Si Allal) |